# North East Stars Football Club
El North East Stars Football Club és un club de futbol de Trinitat i Tobago de la ciutat de Sangre Grande.

## Història
És un club de recent fundació al país, ja que nasqué l'any 2001, jugant a la lliga ECFU. El 2002 esdevingué professional ingressant a la màxima competició del país.

## Palmarès
- Lliga de Trinitat i Tobago de futbol:[1]
  - 2004, 2017, 2023-24
- Copa de Trinitat i Tobago de futbol:[2]
  - 2003